# Death Racers
Death Racers è un film statunitense del 2008 diretto da Roy Knyrim. È un B movie prodotto da The Asylum, società specializzata nelle produzioni di film a basso costo per il circuito direct-to-video.

## Trama
Nel 2030, una guerra civile scoppia negli Stati Uniti. In un ultimo tentativo di riportare l'ordine, il presidente dichiara la legge marziale. Nel 2033, un campo di prigionia di massa conosciuta come Red Zone ("Zona Rossa") viene costruito in una città desolata. La struttura arriva a contenere ben presto oltre un milione di folli criminali violenti.
Un pericoloso criminale conosciuto come the Reaper (il "mietitore") sta estraendo del gas nervino sarin che prevede di immettere nelle condutture dell'acqua fornita alla nazione. Uno dei prigionieri, FX segretamente filma Reaper con una fotocamera digitale mentre discute di questi piani, e il governatore dello stato, Reagan Black scopre il suo piano. Black sviluppa così un piano: organizzare una "corsa della morte", all'interno del sistema carcerario, assemblando quattro squadre dei corridori: la Severed Head Gang, gli Homeland Security, i Vaginamyte e gli Insane Clown Posse. La gara è trasmessa in diretta televisiva, presentata da Harvey Winkler e Jennifer Ramirez. Nero offre la libertà alla squadra che catturerà Reaper, vivo o morto.

## Produzione
Il film fu prodotto da The Asylum e girato in California. Nel cast vi sono i membri del gruppo musicale hip hop Insane Clown Posse e il wrestler Scott "Raven" Levy. La colonna sonora del film è composta da musiche originali di Joseph Kamiya, oltre ad alcuni pezzi degli Insane Clown Posse. Nello stesso anno The Asylum produsse un altro film sul mondo delle corse automobilistiche, Street Racer. Speed Demon, incentrato sullo stesso tema e prodotto sempre da The Asylum, è invece del 2003.
I membri degli Insane Clown Posse Joseph Bruce e Joseph Utsler accettarono di comparire nel film perché il regista era un amico personale e perché volevano provare le loro capacità recitative in vista del film per Big Money Rustlas, il prequel del film Big Money Hustlas, pellicola della Psychopathic Records.
La Psychopathic non fu coinvolta nella produzione di Death Racers.  Bruce dichiarò: "L'abbiamo fatto solo per divertimento. Sapevamo che fondamentalmente sarebbe stata solo spazzatura".

## Distribuzione
Il film è stato distribuito solo per l'home video. Alcune delle uscite internazionali sono state:
- 23 settembre 2008 negli Stati Uniti (Death Racers)
- 6 novembre 2008 in Thailandia
- 3 febbraio 2009 in Ungheria (Halálos futam)
- 6 marzo 2009  in Giappone
- in Grecia (Kontres thanatou)

## Promozione
La tagline è: "It's not about the speed...It's about the BLOOD!" ("Non si tratta di velocità ... si tratta di SANGUE!").